# Кусенко, Ольга Яковлевна
Ольга Яковлевна Кусе́нко (укр. Ольга Яківна Кусенко; 1919—1997) — советская, украинская актриса кино и театра. Народная артистка СССР (1967). Лауреат Сталинской премии второй степени (1951).

## Биография
Родилась 11 ноября 1919 года в Каневе (ныне в Черкасской области Украины).
Воспитывала её мама, так как отец погиб от рук бандитов в год рождения дочери. Через некоторое время попала в детский дом, затем в интернат. Везде активно участвовала в театральной самодеятельности.
В 1937—1941 годах училась в Киевском театральном институте (курс Георгия Полежаева и А. Фомина).
Во время войны работала санитаркой, затем — младшей медсестрой в военно-санитарном поезде на Западном фронте. С 1942 года — артистка Сталинградского фронтового театра, затем — театра 4-го Украинского фронта. Провела более 450 концертов на передовой.
В 1944 — 1997 годах — актриса Киевского украинского драматического театра им. И. Франко. Вначале её вводили в репертуар как дублёршу. 15 марта 1946 года сыграла свою первую значительную роль Вари в пьесе «Вишнёвый сад» А. П. Чехова. Рецензенты высоко оценили решение, серьёзность трактовки образа Вари, верность авторской интонации и талант актрисы. Затем сыграла несколько ролей из драматургии А. Е. Корнейчука, которые сумела оживить и наполнить настоящими чувствами. По мнению критиков, её значительный актёрский потенциал не был использован в полной мере.
Преподавала в студии при Киевском украинском драматическом театре имени И. Франко.
В 1973—1987 годах — председатель правления Украинского театрального общества (с 1987 — Национальный союз театральных деятелей Украины).
Член КПСС с 1953 года. Верховного Совета Украинской ССР 6—8 созывов. Делегат XXIV съезда КПСС.
Умерла 17 ноября 1997 года в Киеве. Похоронена на Байковом кладбище.

### Семья
- Муж — Юрий Трофимович Тимошенко (1919—1986), украинский артист эстрады, юморист, известный по образу Тарапуньки. Народный артист Украинской ССР (1960)[3].

## Награды и звания
- Народная артистка Украинской ССР (1962)
- Народная артистка СССР (1967)
- Сталинская премия второй степени (1951) — за исполнение роли Василисы Дмитриевны Ковшик в спектакле «Калиновая роща» А. Е. Корнейчука, поставленного на сцене КУАДТ им. И. Франко
- Орден Ленина (22 августа 1986)
- Орден Трудового Красного Знамени (30 июня 1951)[4]
- Орден «Знак Почёта»
- Орден Отечественной войны II степени (1985)
- Медали
- Премия имени М. К. Заньковецкой (1995, посмертно)[5].

## Актёрские работы

### В театре
- 1946 — «Вишнёвый сад» А. П. Чехова — Варя
- 1948 — «Макар Дубрава» А. Е. Корнейчука — Ольга
- 1950 — «Мартын Боруля» И. К. Карпенко-Карого — Марыся
- 1951 — «Калиновая роща» А. Е. Корнейчука — Василиса
- 1952 — «Мироед, или Паук» М. Л. Кропивницкого — Олена
- 1953 — «Не называя фамилий» В. П. Минко — Галя
- 1956 — «Украденное счастье» И. Я. Франко — Анна
- 1951 — «Ой, не ходи Грицю…» М. П. Старицкого — Маруся
- 1957 — «Дума о Британке» Ю. И. Яновского — Варка
- 1959 — «Король Лир» У. Шекспира — Регана
- 1960 — «Свадьба Свички» И. А. Кочерги — Меланка
- 1963 — «Не суждено» М. П. Старицкого — Катря
- «Кассандра» Л. Украинки — Андромаха
- «Много шума из ничего» У. Шекспира — Беатриче
- «Антигона» Софокла — Эвридика
- «Ярослав Мудрый» И. А. Кочерги — Ингигерда

### В кино
- 1941 — Семья Януш — Маня
- 1952 — В степях Украины(фильм-спектакль) — Катерина, трактористка
- 1953 — Мартын Боруля (фильм-спектакль) — Марыся, дочь Борули
- 1953 — Калиновая роща (фильм-спектакль) — Василиса Дмитриевна Ковшик, звеньевая
- 1959 — Солдатка — Ганна Чаплий
- 1962 — Свечкина свадьба (фильм-спектакль) — Меланка
- 1964 — Фараоны (фильм-спектакль) — Одарка
- 1964 — Сумка, полная сердец — Ганна
- 1964 — Страница жизни
- 1970 — Для домашнего очага — Анеля
- 1970 — Ярослав Мудрый (фильм-спектакль)
- 1974 — Кассандра (фильм-спектакль) — Андромаха

## Память
- 24 марта 2010 года в Киеве, на фасаде дома по улице Крещатик, 15 (Пассаж), где в 1950—1997 годах жила актриса, была открыта мемориальная доска.